# Desmacidon adriaticum
Desmacidon adriaticum är en svampdjursart som beskrevs av Sarà 1969. Desmacidon adriaticum ingår i släktet Desmacidon och familjen Desmacididae. Inga underarter finns listade i Catalogue of Life.